# Порошкова металургія (журнал)
«Порошкова металургія» — міжнародний щомісячний науково-технічний журнал, одне з найбільш авторитетних в Україні — має широку географію авторів і читачів. 
Опубліковані на сторінках журналу статті присвячені порошковій металургії — проблемам теорії і технології одержання порошків, обробки тиском пористих напівфабрикатів, отримання та дослідження властивостей матеріалів на основі порошків металів, тугоплавких сполук та кераміки, основам теорії і технології нанесення покриттів, отримання та вивчення властивостей волокнистих і високопористих дисперсно-зміцнених і армованих, функціонально-градієнтних і шаруватих матеріалів на порошкової основі, наноструктурних матеріалів, дослідженню гетерогенних рівноваг у багатокомпонентних системах.

## Історія
Заснований у січні 1961 року Інститутом металокераміки і спеціальних сплавів АН УРСР за ініціативою І.М. Францевича.

## Команда
Головний редактор: В. В. Скороход
Заступник головного редактора: М.С. Ковальченко
Відповідальний секретар редакції: Т.А. Малишевська
Члени редколегії:
Г.Г. Гнесін, А.Г. Косторнов, В.А. Лавренко, Л.М. Лопато, О.Д. Нейко, Ю.Н. Подзрелов, А.В. Рагуля, Г.Г. Сердюк, Ю.М. Солонін, Л.І. Чернишев, М.Б. Штерн
Наукові експерти:
Т.Я. Веліканова, Л.М. Куликов, В.І. Ніженко, Г.С. Олійник
Міжнародна редакційна рада:
М.Бовуа (Франція), М.Даріель (Ізраїль), В.Кібак (Німеччина),В. Кристич (Канада), Н.В. Манукян (Вірменія), Е.Олевський (США), В.Е. Л.Парілак (Словаччина), М.Рістіч (Сербія і Чорногорія), Д.Ускоковіч (Сербія і Чорногорія), Ф.Фроес (США), К.Хаберко (Польща), Р.А. Андріевскій (Росія), В.Н. Анціферов (Росія),  В.І. Костіков (Росія), В.О. Роман (Білорусь), Н.К. Толочко (Білорусь), 
Журнал перевидається англійською мовою видавництвом «Springer» під назвою «Powder Metallurgy and Metal Ceramics»
ISSN 1068–1302 (print version)
ISSN 1573-9066 (electronic version)